# Kaveh Golestan
Kāveh Golestān (8 de julio de 1950 - 2 de abril de 2003) (persa: کاوه گلستان) fue un fotoperiodista iraní. En 1988 tomó las primeras imágenes de las secuelas del ataque químico a Halabja durante la Guerra Irán-Irak.

## Vida y trabajo
Kaveh fue hijo del cineasta y escritor iraní Ebrahim Golestan y hermano de Lili Golestan, traductora y directora artística propietaria de la Galería Golestan en Teherán.
Estudió la primaria y secundaria en Millfield School, en Somerset, Inglaterra.
En 1988, trabajando como fotógrafo independiente, tomó las primeras imágenes de las secuelas del ataque químico a Halabja durante la Guerra Irán-Irak. Recibió el Premio Medalla de Oro Robert Capa por su trabajo durante la Revolución de 1979 para el Time.
Kaveh se casó con Hengāmeh Golestān; tuvieron un hijo, Mehrak, quien es músico.
El 2 de abril de 2003, Golestán, de 53 años, murió cuando pisó una mina terrestre mientras trabajaba para la BBC en Kifri, Irak. Fue enterrado en un cementerio en el este de Teherán.